# Labosse
Labosse és un municipi francès, situat al departament de l'Oise i a la regió dels Alts de França. L'any 2007 tenia 444 habitants.

## Demografia

### Població
El 2007 la població de fet de Labosse era de 444 persones. Hi havia 164 famílies de les quals 39 eren unipersonals (16 homes vivint sols i 23 dones vivint soles), 43 parelles sense fills, 74 parelles amb fills i 8 famílies monoparentals amb fills.
La població ha evolucionat segons el següent gràfic:
Habitants censats

### Habitatges
El 2007 hi havia 229 habitatges, 167 eren l'habitatge principal de la família, 54 eren segones residències i 8 estaven desocupats. 224 eren cases i 1 era un apartament. Dels 167 habitatges principals, 144 estaven ocupats pels seus propietaris, 18 estaven llogats i ocupats pels llogaters i 6 estaven cedits a títol gratuït; 5 tenien dues cambres, 28 en tenien tres, 38 en tenien quatre i 96 en tenien cinc o més. 136 habitatges disposaven pel capbaix d'una plaça de pàrquing. A 70 habitatges hi havia un automòbil i a 86 n'hi havia dos o més.

### Piràmide de població
La piràmide de població per edats i sexe el 2009 era:
| Homes | Edats   | Dones |
| ----- | ------- | ----- |
| 0     | 95 o +  | 0     |
| 0     | 90 a 94 | 0     |
| 4     | 85 a 89 | 0     |
| 0     | 80 a 84 | 4     |
| 0     | 75 a 79 | 8     |
| 16    | 70 a 74 | 4     |
| 12    | 65 a 69 | 12    |
| 4     | 60 a 64 | 0     |
| 4     | 55 a 59 | 4     |
| 16    | 50 a 54 | 8     |
| 32    | 45 a 49 | 16    |
| 20    | 40 a 44 | 32    |
| 12    | 35 a 39 | 12    |
| 12    | 30 a 34 | 8     |
| 8     | 25 a 29 | 16    |
| 12    | 20 a 24 | 4     |
| 12    | 15 a 19 | 20    |
| 16    | 10 a 14 | 20    |
| 16    | 5 a 9   | 12    |
| 4     | 0 a 4   | 4     |

## Economia
El 2007 la població en edat de treballar era de 289 persones, 226 eren actives i 63 eren inactives. De les 226 persones actives 209 estaven ocupades (109 homes i 100 dones) i 17 estaven aturades (7 homes i 10 dones). De les 63 persones inactives 22 estaven jubilades, 22 estaven estudiant i 19 estaven classificades com a «altres inactius».

### Ingressos
El 2009 a Labosse hi havia 174 unitats fiscals que integraven 463,5 persones, la mediana anual d'ingressos fiscals per persona era de 19.477 €.

### Activitats econòmiques
Dels 13 establiments que hi havia el 2007, 1 era d'una empresa extractiva, 4 d'empreses de construcció, 4 d'empreses de comerç i reparació d'automòbils, 1 d'una empresa d'informació i comunicació, 1 d'una empresa immobiliària, 1 d'una empresa de serveis i 1 d'una entitat de l'administració pública.
Dels 4 establiments de servei als particulars que hi havia el 2009, 2 eren fusteries, 1 lampisteria i 1 electricista.
L'any 2000 a Labosse hi havia 9 explotacions agrícoles.

## Equipaments sanitaris i escolars
El 2009 hi havia una escola elemental integrada dins d'un grup escolar amb les comunes properes formant una escola dispersa.

## Poblacions més properes
El següent diagrama mostra les poblacions més properes.